# Abrodictyum clathratum
Abrodictyum clathratum är en hinnbräkenväxtart som först beskrevs av Tag., och fick sitt nu gällande namn av Ebihara och K. Iwats. Abrodictyum clathratum ingår i släktet Abrodictyum och familjen Hymenophyllaceae. Inga underarter finns listade.